# Ciudad de M
Ciudad de M es una película dramática peruana del 2000 dirigida por Felipe Degregori y protagonizada por Santiago Magill, Christian Meier, Pelo Madueño y Vanessa Robbiano.
La película es una adaptación de la novela Al final de la calle escrita en 1993 por Óscar Malca, obras que abordan la temática de la delincuencia juvenil dentro de los cordones de miseria urbanos, que tiene ya una larga tradición en América Latina. El guion de Ciudad de M fue premiado por el Consejo Nacional de Cinematografía (CONACINE) y tiene como guionista a Giovanna Pollarolo (guionista de varias películas dirigidas por Francisco Lombardi, quien en esta película es el productor asociado).

## Argumento
M (Santiago Magill) es un muchacho que busca empleo en Lima, los únicos documentos con los que cuenta son su partida de nacimiento, su certificado de estudios secundarios y su certificado de buena conducta. Su novia Sandra (Gianella Neyra) piensa que todo sería diferente si él encontrase trabajo. Su amiga Silvana (Vanessa Robbiano) quiere ayudarlo en la búsqueda de empleo, presentándole a un tío. A sus amigos Caníbal (Pierre Linares) y El Gordo (Francisco Salas) se les ha ocurrido poner un negocio de gardenias y quieren que M forme parte de dicha empresa. Sus amigos Pacho (Christian Meier) y El Coyote (Pelo Madueño) quieren irse del país a costa de un negocio lucrativo, sólo que el asunto es muy arriesgado y quieren que M forme parte de esta aventura.

## Reparto
- Santiago Magill como M.
- Christian Meier como Pacho.
- Pelo Madueño como Coyote.
- Vanessa Robbiano como Silvana.
- Gianella Neyra como Sandra.
- Melania Urbina como Karina.
- Francisco Salas como Gordo.
- Pierre Linares como Caníbal.